# Siphonogorgia rugosa
Siphonogorgia rugosa är en korallart som beskrevs av Albert Jones Chalmers 1928. Siphonogorgia rugosa ingår i släktet Siphonogorgia och familjen Nidaliidae. Inga underarter finns listade i Catalogue of Life.